# Elegiac Cycle
Albums de Brad Mehldau
Songs: The Art of the Trio, Vol. 3
(1998) The Art of the Trio, Vol. 4: Back at The Vanguard
(1999)
Elegiac Cycle est le premier album solo du pianiste de jazz américain Brad Mehldau sorti en 1999 chez Warner Bros. Records.
Le disque est constitué de neuf compositions formant un cycle. Le thème du premier morceau, Bard, réapparait au fur et à mesure du disque, et est réexposé à la fin. Cette idée d'un thème traversant toute une œuvre est inspirée par les cycles de lieder romantiques, tels que Winterreise de Schubert.
En 2011, l'éditeur Outre Mesure publie un recueil comprenant la partition intégrale de l'album (note pour note), transcrite par Philippe André, les grilles manuscrites originales de Brad Mehldau, un long entretien de Ludovic Florin avec le musicien qui revient 10 ans après sur son premier album solo, et des commentaires d'analyse musicale.

## Liste des titres
| No | Titre                                          | Musique      | Durée |
| -- | ---------------------------------------------- | ------------ | ----- |
| 1. | Bard                                           | Brad Mehldau | 2:45  |
| 2. | Resignation                                    | Brad Mehldau | 5:34  |
| 3. | Memory's Tricks                                | Brad Mehldau | 9:17  |
| 4. | Elegy for William Burroughs and Allen Ginsberg | Brad Mehldau | 4:43  |
| 5. | Lament for Linus                               | Brad Mehldau | 1:27  |
| 6. | Trailer Park Ghost                             | Brad Mehldau | 9:19  |
| 7. | Goodbye Storyteller (for Fred Myrow)           | Brad Mehldau | 10:27 |
| 8. | Rückblick                                      | Brad Mehldau | 5:52  |
| 9. | The Bard Returns                               | Brad Mehldau | 4:16  |

## Personnel
- Brad Mehldau - piano